# Amentum

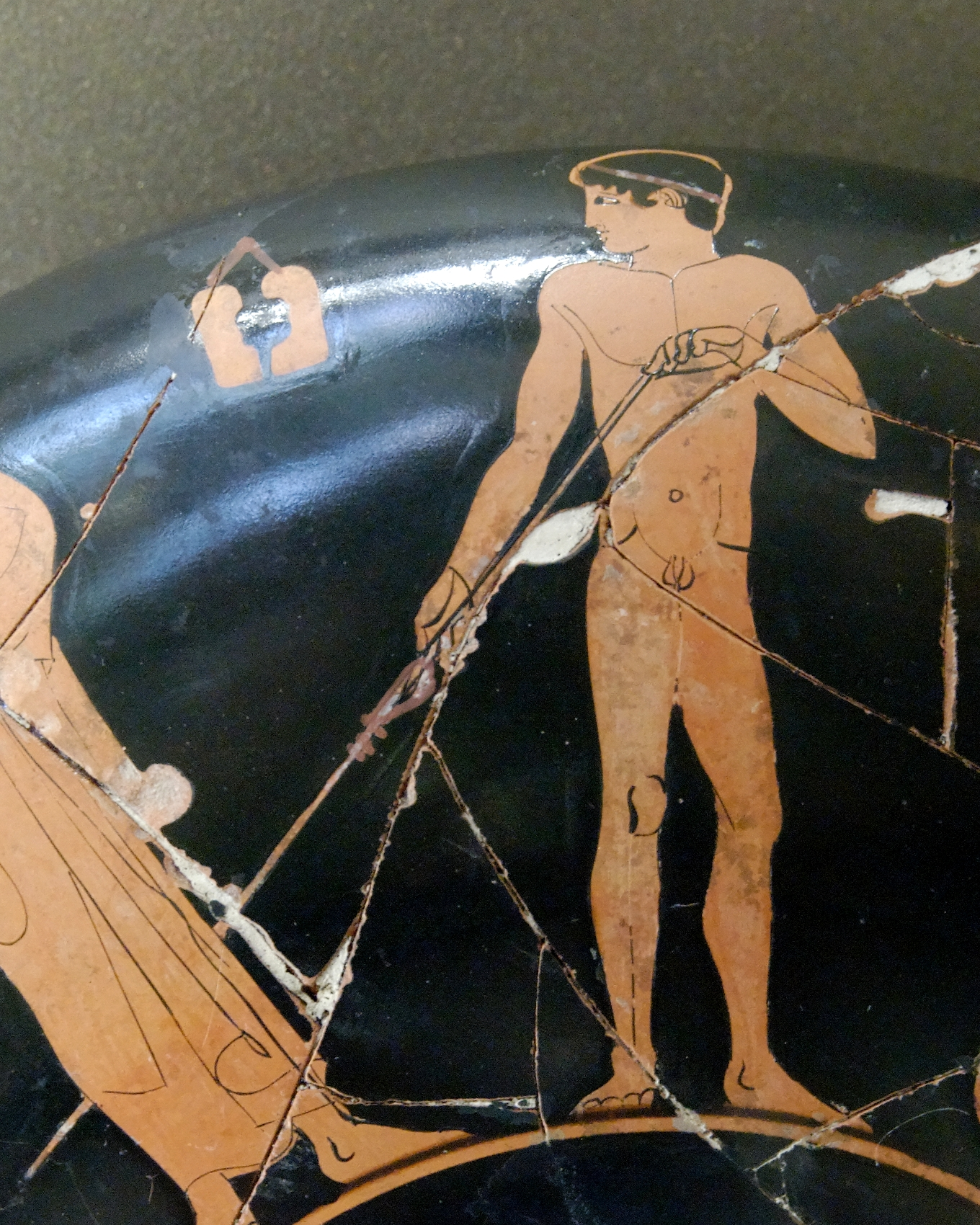
Ein griechischer Jüngling mit einem Amentum in der rechten Hand.

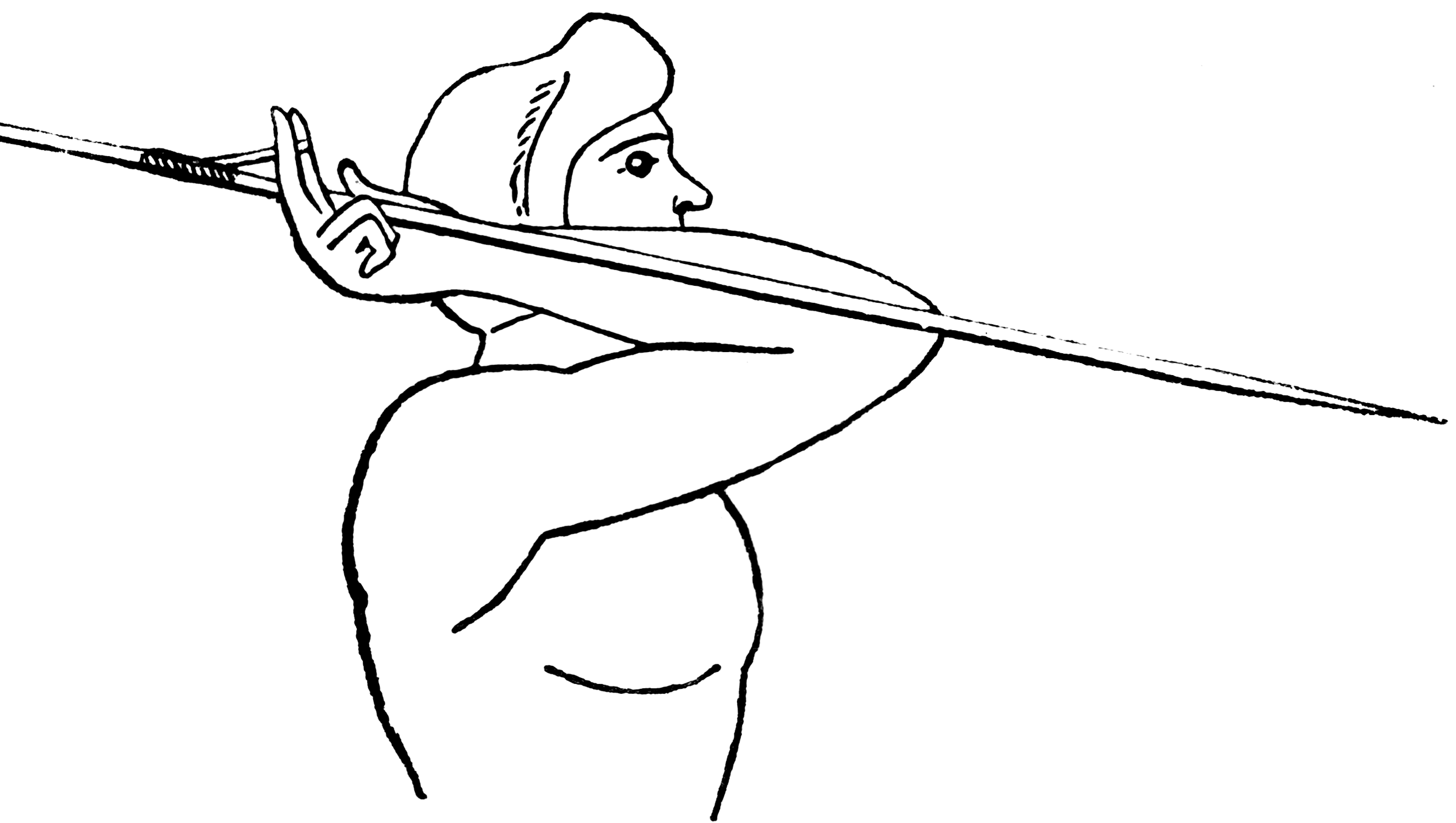
Werfer mit Acontium

Das Amentum war eine Speerschleuder in Form eines handlichen Lederriemens, der den Abwurf von Speeren effektiver machte.

## Beschreibung und Verwendung
Das Amentum war ein lederner Wurfriemen. Am Ende des Amentum war ein eiserner Ring angebracht, mit dem der Speer am Riemen befestigt wurde. Auf der anderen Seite endete das Amentum in einer Schlaufe, mit der der Riemen an der Hand befestigt wurde. Wenn man den Speer schleuderte, löste er sich aus dem Ring und flog aufgrund des verlängerten Hebelarmes weiter als ein mit der Hand geschleuderter Speer.
Man verwendete das Amentum u. a. bei der Hasta ansata und beim Aklys. Allerdings wurde das Amentum nicht nur militärisch, sondern auch für die Jagd verwendet.

## Geschichte
Dieses Kriegsgerät wurde im antiken Griechenland, im Römischen Reich und in antiken mitteleuropäischen Kulturen verwendet. Bei den griechischen Festspielen wurde auch beim Speerwerfen das Amentum eingesetzt.